# Tiro Loco McGraw (personaje)
Tiro Loco McGraw (en inglés Quick Draw McGraw) es un caballo antropomórfico ficticio y el protagonista y personaje principal de The Quick Draw McGraw Show (El show de Tiro Loco McGraw). Es un caballo blanco que lleva un sombrero vaquero rojo, un cinturón rojo con pistolera y un pañuelo azul claro. Su voz en inglés era hecha por Daws Butler. En el doblaje al español en Hispanoamérica su voz era hecha por Quintín Bulnes, adoptando un pesado acento tejano. Los 45 cortos animados que se emitieron originalmente entre 1959 y 1961 fueron escritos por Michael Maltese, más conocido por su trabajo en el estudio de dibujos animados de la Warner Bros. El programa fue nominado a un premio Emmy en 1960.

## Descripción del personaje
El nombre del personaje en inglés, Quick Draw (lit., Desenfunde Rápido), alude al cliché en los wésterns en que los vaqueros desenfundaban rápidamente sus revólveres, particularmente en los duelos. También puede leerse como "dibujo rápido." Tiro Loco fue presentado usualmente como un sheriff en una serie de cortometrajes ambientados en el Viejo Oeste. Tiro Loco iba a menudo acompañado de su ayudante, un burro mexicano llamado Pepe Trueno (Baba Looey, en inglés, cuya voz también era hecha por Daws Butler, y en español por Luis de Alba y Jorge Arvizu), que hablaba inglés con acento mexicano y llamaba a su socio "Queeks Draw." En la versión en español, Tiro Loco habla con un fuerte acento inglés, mientras que Pepe Trueno (o Pepe Luis en algunos episodios) habla con un acento muy mexicano, de forma que parecía claro que Tiro Loco era el extranjero, con lo que no había necesidad de adaptar ningún rasgo de la historia. En la versión brasileña, Tiro Loco (Pepe Legal) habla en un portugués con un acento alargado, lo que junto con su nombre hispanizado podría sugerir que era un vaquero tejano o mexicano.
Tiro Loco era una sátira de los wésterns, que eran populares entre el público estadounidense en esa época. Su carácter era bien intencionado, pero algo tonto. Sus frases comunes eran "Now hold on there!" ("¡Alto ahí)!" y "I'll do the 'thin'in' around here and don't you forget it!" ("¡Yo soy el único que cree o piensa aquí Pepe Trueno, y tú no debes olvidarlo!"). Además, si se lastimaba, a menudo decía "Ooooh that smarts!" ("¡Ooooh, eso duele!"). Uno de los principales chistes en los cortos era que se disparara accidentalmente con su propio revólver de seis tiros.
Otro personaje era Gangoso (Snuffles en inglés), un sabueso que señalaba su propia boca y decía "ah-ah-ah-" cuando quería una galleta, para luego abrazarse a sí mismo, saltar en el aire y volver flotando al piso tras haber comido una. En varios casos en los que Tiro Loco no tenía galletas para perro que darle, o cuando intentaba darle a Snuffles la recompensa en efectivo por capturar a un forajido, Gangoso negaba con la cabeza y decía "Uh-uh" o gruñía y murmuraba "Darn cheapskate!" ("¡Condenado tacaño sinvergüenza!") y a veces le lanzaba el dinero de la recompensa en la cara a Tiro Loco.

## Personalidad
Tiro Loco era una caricatura de un caballo que caminaba sobre dos piernas como un humano (como lo hacía Pepe Trueno), y tenía "manos" que eran cascos con pulgares y podían sostener objetos como pistolas. Esto no impedía que los productores del programa lo mostraran cabalgando hacia la ciudad sobre un caballo realista, o como se ve en los créditos iniciales del programa, conduciendo una diligencia tirada por todo un grupo de caballos realistas. Se bromeó sobre este aspecto en la película para televisión de la década de 1980 El bueno, el malo y Huckleberry Hound, en las que apareció Tiro Loco.

## El Kabong (Relámpago)
En ciertos casos, Tiro Loco también asumía la identidad del justiciero enmascarado español El Kabong (el Relámpago, una parodia del Zorro). Su introducción era: "De todos los héroes legendarios, ninguno más valiente que El Relámpago." Como Relámpago, Tiro Loco atacaba a sus enemigos lanzándose sobre una cuerda con el grito de guerra "¡OLÉ!" y los golpeaba en la cabeza con una guitarra (tras gritar "¡KABOOOOOONG!"), que en inglés era llamada "kabonger" (Relampagueante en español), y que producía un sonido de "kabong" distintivo, por lo general, destruyendo la guitarra en el proceso. La "guitarra" era usualmente dibujada como un cuatro. En la banda sonora de la caricatura, el efecto de sonido "kabong" era hecho con un efecto de sala en el que se golpeaban las cuerdas abiertas y desafinadas de una guitarra acústica barata. El comediante Kenny Moore recibió el apodo de El Kabong en algunos sitios web debido a su infame asalto a una persona que le interrumpía durante su show con la guitarra que tocaba como parte de su acto.

## Apariciones invitadas en otros medios
- Tiro Loco McGraw aparecía ocasionalmente en otras producciones de Hanna-Barbera, entre ellas Yogi's Gang de 1973, Las olimpiadas de la risa (1977-1978), un homenaje cómico de celebridades en honor a Pedro Picapiedra en el especial de televisión Hanna-Barbera's All-Star Comedy Ice Revue  (1978) y el especial de televisión La primera Navidad de Gasparín (1979), así como en un episodio de la efímera serie de 1978 Yogi's Space Race.
- Tiro Loco McGraw y Pepe Trueno aparecieron en el episodio "La fiesta de cumpleaños de Yogui" de El show del Oso Yogui.
- Era un personaje principal en la serie Yogui y la búsqueda del tesoro.
- En el segmento "Fender Bender 500" de la serie animada Wake, Rattle, and Roll de la década de 1990, Tiro Loco McGraw y Pepe Trueno son los corredores destacados y conducen un camión monstruo acolchado en forma de vagón llamado Texas Twister. La voz de Tiro Loco McGraw la hizo Greg Burson, mientras que la de Pepe Trueno la hizo Neil Ross.
- En Yo Yogui!, Tiro Loco McGraw (nuevamente con la voz de Greg Burson) y Pepe Trueno (con la voz de Henry Polic II) eran mostrados como artistas del Salvaje Oeste.
- Greg Burson repitió su papel de Tiro Loco McGraw cuando él y Pepe Trueno aparecieron en el episodio 29 de Samurai Jack titulado "Pareja en un tren" o "El bueno, el malo y la hermosa." Podían verse en el tren en el que viajaba Samurai Jack.
- Tiro Loco McGraw apareció en un episodio de Los Simpson ("Million Dollar Abie") como El Kabong  (Relámpago) durante la canción "Springfield Blows" junto con otros personajes famosos.
- Tiro Loco apareció como un anciano en el episodio de Soy la Comadreja "I Am My Lifetime".
- Tiro Loco apareció en el episodio "Home" de Class of 3000, con la voz de Tom Kenny.
- Tiro Loco McGraw y Pepe Trueno aparecieron en el episodio de South Park "Imaginationland Episode III." Se une a los buenos personajes imaginarios que luchan contra los malvados en la batalla final.
- Tiro Loco también apareció como estrella invitada en Harvey Birdman, abogado en el episodio "Guitar Control", con la voz de Maurice LaMarche personificando a Charlton Heston. Aparece como un imputado, acusado de portar un arma oculta (su guitarra) cuando estaba a punto de usarla contra unos delincuentes como Relámpago.
- Snuffles, el perro de Tiro Loco, hizo una aparición especial en un episodio de Johnny Bravo en el que Johnny sigue a una mujer a la que confunde con su madre. En el episodio, la policía asigna a Snuffles para ayudar a encontrar a Johnny, siempre y cuando, por supuesto, le den galletas para perros por el camino.
- Tiro Loco apareció en el número final del cómic satírico Exit, Stage Left!: The Snagglepuss Chronicles. En ese mismo número, también es descrito como el amante de Huckleberry Hound.
- Tiro Loco hace una aparición en el episodio de Los autos locos "Much Ado About Wacky", con la voz de Billy West.
- Tiro Loco McGraw apareció en la película de Looney Tunes, y secuela de Space Jam, Space Jam: A New Legacy.
- Tiro Loco McGraw y Pepe Trueno hacen un cameo como siluetas en el segmento deAnimaniacs 2020 "Suffragette City".
- Tiro Loco McGraw aparece en la serie Jellystone! [16] con la voz de Bernardo de Paula.  En la serie, se dice que El Kabong (Relámpago) es ahora su nombre real y es latino.[17] Se le muestra como el superhéroe residencial de Jellystone que choca con la versión de este programa de Los Banana Splits (que son mostrados como criminales de caricatura pero efectivos) y empuña una guitarra llamada Susan (con la voz de Melissa Villaseñor). El Kabong también es profesor en la escuela de la ciudad.

## En anuncios publicitarios
- Tiro Loco fue la mascota de Sugar Smacks a principios de la década de 1960.
- Tiro Loco hizo un cameo en un compercial de MetLife en 2012.

## Parodias
- Hay referencias a "El Kabong" en la serie de televisión El crítico - El padre de Jay Sherman, Franklin Sherman, imita a El Kabong, lanzándose colgado desde candelabros y vestido como el Zorro, y golpeando a la gente en la cabeza con una guitarra.
- En el mundo de la lucha libre profesional, el entonces comentarista de Extreme Championship Wrestling, Joey Styles, utilizó el nombre "El Kabong" para describir cuando un popular luchador de la ECW, New Jack, utilizó una guitarra acústica como arma durante un combate. Este acto también es usado por el ex empleado de la World Wrestling Federation The Honky Tonk Man, el exformador de talentos Tiro Loco Rick McGraw, el exvicepresidente y luchador de Total Nonstop Action Wrestling, Jeff Jarrett, y el actual luchador de World Wrestling Entertainment, Elías.
- El célebre productor radial Gary Dell'Abate, que ha trabajado para el locutor radial Howard Stern desde principios de la década de 1980, ha sido apodado "Baba Booey" durante muchos años, tras pronunciar mal el nombre del compañero de Tiro Loco McGraw, Baba Looey (Pepe Trueno). "Baba Booey" se convirtió en frase célebre para los fanáticos de Howard Stern durante décadas, generalmente gritado en una gran multitud.

## Productos
- McFarlane Toys produjo una figura de Tiro Loco McGraw como El Kabong como parte de su línea de juguetes de Hanna-Barbera.
- En 1991, Hi-Tec Software publicó un videojuego bajo licencia de Tiro Loco McGraw.